# Ракетный удар по Делятину
Атака в Делятине в 2022 году представляла собой ракетный удар по подземному складу оружия в Делятине Надворнянского района Ивано-Франковской области. Это было первое заявленное применение Россией гиперзвукового оружия Х-47М2 «Кинжал» во время российско-украинской войны.

## История
19 марта Министерство обороны Российской Федерации сообщило, что российские военные применили гиперзвуковые ракеты комплекса «Кинжал» для уничтожения подполья в Делятине. Пресс-секретарь командования ВВС ВСУ Юрий Игнат подтвердил ракетный удар по Делятину. Минобороны Украины подтвердило нападение на склады, но не смогло установить точный тип оружия, из которого оно было нанесено. Кроме того, по данным министерства: "К сожалению, Украина стала полигоном для испытаний всего арсенала ракетных вооружений России. Они используют оперативно-тактические комплексы «Искандер», крылатые ракеты «Калибр» и другие: Х-101, Х-55, Х- 555[прояснить].
Официальные лица США подтвердили CNN, что Россия запустила мощные гиперзвуковые ракеты по Украине, что стало первым известным применением таких ракет в боевых действиях. Россия заявила, что в пятницу применила гиперзвуковые ракеты для уничтожения склада боеприпасов в Делятине. Запуски, вероятно, были предназначены для проверки оружия и отправки сообщения Западу о российских возможностях.

### Российское видео
Россия опубликовала видеозапись ракетного удара по оружейному складу в Делятине, населенном пункте на юго-западе Украины, всего в 100 километрах от границы с Румынией. Вечером 19 марта The War Zone получила спутниковые снимки американской компании Planet Labs, которые подтверждают, что на видео Минобороны России виден удар не по крупному складу на западе Украины, а по ферме или большому курятнику на юго-востоке Харьковской области. Снимки сделаны 12 марта 2022 года, за неделю до публикации видео и распространения информации об использовании «Кинжала». К тому времени ферма уже была частично разрушена.